# جاك بورتون
جاك بورتون (3 نوفمبر 1923 في أستراليا - 30 أكتوبر 2001) (بالإنجليزية: Jack Burton)‏ هو لاعب كريكت أسترالي.

## وصلات خارجية
- جاك بورتون على موقع إي آس بي آن كريك إنفو (الإنجليزية)